# Styrsö (Mariehamn, Åland)
Styrsö med Styrsöskatan är en ö i Åland. Den ligger i Skärgårdshavet eller Ålands hav och i kommunerna Mariehamn och Lemland i Åland. Ön ligger nära Mariehamn.
Öns area är 73,2 hektar och dess största längd är 1,4 kilometer i sydväst-nordöstlig riktning.

## Sammansmälta delöar
- Styrsö 60°03′12″N 19°56′46″Ö / 60.05341°N 19.946°Ö
- Styrsöskatan 60°02′59″N 19°56′48″Ö / 60.04978°N 19.94653°Ö